# Генерал-директор путей сообщения
Генерал-директор путей сообщения — персональное специальное звание высшего начальствующего состава железнодорожного транспорта СССР. Выше спецзвания вице-генерал-директора путей сообщения I ранга. Являлось высшим спецзванием начсостава железнодорожного транспорта ССР и соответствовало воинскому званию Маршала Советского Союза.

## История
Введено Указом Президиума Верховного Совета СССР от 4 сентября 1943 г. «О введении персональных званий и новых знаков различия для личного состава железнодорожного транспорта» и приказом народного комиссара путей сообщения от 13 сентября 1943 г. № 711 Ц. Этому предшествовал Указ Президиума Верховного Совета СССР о присвоении 127 железнодорожникам звания Героя Социалистического Труда и еще раньше введение новой формы одежды и персональных званий. Все это было признанием выдающихся заслуг отрасли в период Великой Отечественной войны.
Указами Президиума Верховного Совета СССР от 28 апреля 1950 г. «О распространении Указа Президиума Верховного Совета СССР от 04.09.1943 г. на работников железнодорожного транспорта Министерства внутренних дел СССР», от 24 мая 1950 г. "О распространении на работников железнодорожного транспорта Министерства угольной промышленности СССР действия Указов Президиума Верховного Совета СССР от 04.09.1943 г. «О введении персональных званий и новых знаков различия для личного состава железнодорожного транспорта» и от 28.07.1949 г. «О награждении орденами и медалями СССР работников ведущих профессий, высшего, старшего и среднего начальствующего состава за выслугу лет на железнодорожном транспорте» и от 14 января 1953 г. «О распространении действия Указов Президиума Верховного Совета СССР от 4 сентября 1943 г. „О введении персональных званий и новых знаков различия для личного состава железнодорожного транспорта“ и от 28 июля 1949 г. „О награждении орденами и медалями СССР работников ведущих профессий, высшего, старшего и среднего начальствующего состава за выслугу лет на железнодорожном транспорте“ на работников железнодорожного транспорта Министерства черной металлургии СССР» данное звание также устанавливалось для работников железнодорожного транспорта Министерства внутренних дел СССР, Министерства угольной промышленности СССР и Министерства черной металлургии СССР.
Звание соответствовало должностному положению железнодорожника и присваивалось народным комиссарам (с декабря 1946 года министрам) путей сообщения. Присваивалось в порядке аттестации СНК СССР по представлению Народного комиссариата (Министерства) путей сообщения СССР.
Отменено Указом Президиума Верховного Совета СССР от 12 июля 1954 г. «Об отмене персональных званиях и знаков различия для работников гражданских министерств и ведомств».

## Знаки различия
Плечевые погоны на суконном подбое из серебряного галуна особой переплетения с зигзагообразной золочёной полоской по длине галуна. Между краями галуна и канта по длине погона — суконная выпушка чёрного цвета. На погоне вышивается золотом эмблема скрещенный молот и французский ключ и золотом и цветным Герб Советского Союза. Пуговицы на погоне с гербом металлические, золочёные.

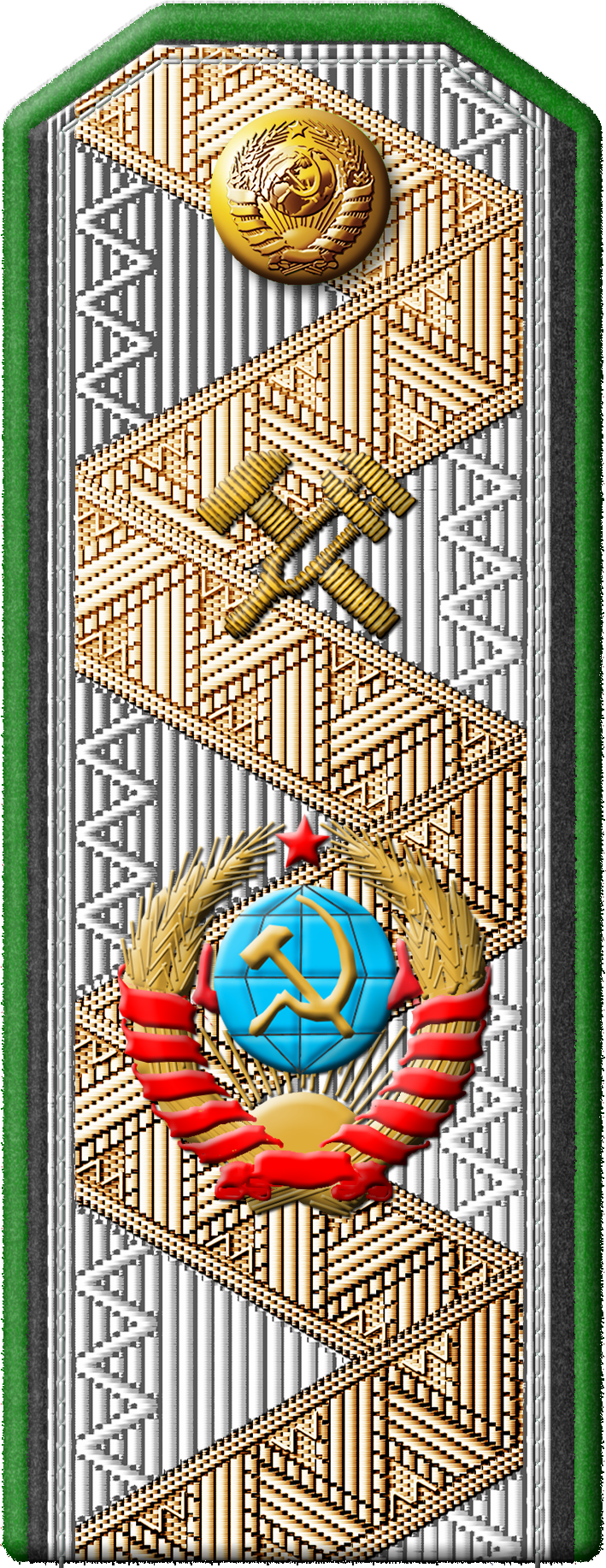
Погон генерал-директора путей сообщения

Парадный мундир шился из тёмно-синей мериносовой диагоналевой ткани, подкладка делалась из чёрного шёлка. Папаха из серого каракуля или мерлушки с зелёным верхом с жёлтым сутажным перекрестьем. Фуражка тёмно-синего цвета с чёрным околышем и зелёными кантами — для ношения при шинели, парадном мундире и при кителе тёмно-синего цвета. Фуражка светло-коричневого цвета с чёрным околышем зелёными кантами — для ношения при летнем повседневном кителе светло-коричневого цвета. Шинель двубортная тёмно-синего цвета, на шести пуговицах с окантовкой зелёным кантом по борту, обшлагам, воротнику, хлястику, клапанам карманам; на воротнике шинели — чёрные петлицы с зелёной окантовкой, в верху петлицы — большая гербовая пуговица. Пальто летнее светло-серого цвета, на пяти пуговицах, без окантовок, на воротнике — чёрные петлицы с зелёным кантом. Парадный мундир закрытый двубортный тёмно-синего цвета. Генеральский мундир с шестью посеребрёнными большими гербовыми пуговицами на каждом борту имел жёсткий стоячий воротник. Концы воротника покрывались клапанами из светло-зелёного сукна; воротник и обшлага мундиров украшало шитьё: по верху воротника и обшлага вышивалась двойная сутажная золотая выкладка, ниже которой помещалось орнаментальное золотое шитьё.

## Присвоение звания
За время своего существования присваивалось дважды:
Каганович, Лазарь Моисеевич — 6 ноября 1943;
Бещев, Борис Павлович — 5 июня 1948.